# Olivier Giroud (sculpteur)
Pour les articles homonymes, voir Giroud et Olivier Giroud.
Olivier Giroud, né le 12 septembre 1943 à Saint-Victor-de-Cessieu (Isère), est un sculpteur français.

## Biographie
Après ses études à l’Institut d'études politiques de Grenoble, Olivier Giroud se forme dans différents ateliers — ateliers Raymond Subes à Paris pour le métal, château de Ratilly pour le travail du grès notamment —, avant de s’installer près de Vienne. Il se consacre tout d’abord à la création de formes qui seront remarquées par les architectes et les décorateurs lors de son exposition à la Maison de Lyon en 1972. Il réalise ses premiers reliefs muraux en terre pour l’architecture et bénéficie de commandes publiques. Il expose au Salon des artistes décorateurs au Grand Palais et crée du mobilier urbain pour la Ville de Lyon.
Petit à petit, son travail s’oriente plus précisément vers la sculpture, essentiellement en terre dans un premier temps. À partir de 1980, il se fera connaître par des expositions personnelles, notamment à Hanovre, au château de Ratilly, au musée du Cloître à Vienne.
Il dessine et réalise du mobilier pour des collectionneurs privés et parallèlement, réalise des œuvres monumentales pour des lieux publics, en Allemagne (Hanovre) et en France : à Lyon, pour la Cité administrative de La Part-Dieu et la station de métro Guillotière. Il expose régulièrement à l’étranger.
Après avoir sculpté la terre, en 2010, il se tourne vers le travail du bois qui fera l’objet d’une exposition sous le titre « Bois debout » au musée Hébert à La Tronche en 2011, puis à Andrésy en 2013.
Olivier Giroud travaille essentiellement la terre et le bois. Ses constructions, assemblages de formes qui se tiennent ensemble conjuguant le plein et le vide, abolissent la notion d’échelle.
« Si les constructions de terre d'Olivier Giroud évoquent certainement des architectures, celles-ci ne nous sont habitables qu'à travers une plongée dans l'ailleurs. D'emblée, elles se tiennent à distance : ces bâtis appartiennent à un autre temps, « antérieur à l'histoire et aux fables », à un autre espace, « toujours imminent et à jamais inaccessible », pour reprendre Octavio Paz.

C'est nous qui donnons à ces ouvrages leur dimension vraie en les mesurant aux imaginations de notre corps. Par des portes étroites, des plans inclinés, devant des seuils et des perspectives fermées. Ce sont les œuvres elles-mêmes qui en l'interdisant créent l'ouverture où elles nous invitent à basculer.  »
 Jean Planche.  
« Dès ma première rencontre avec les sculptures d’Olivier Giroud, je les ai spontanément associées à l’idée que je me suis faite au proche et au plus lointain orient du sanctuaire. Abri, refuge, matrice qui accueille notre fatigue et notre dispersion, nos soucis comme nos joies, et nous invite à rentrer en nous-mêmes, - double retraite. Pourtant, tout sanctuaire (en premier celui de notre corps-esprit si nous sommes capables d’y entrer, d’y prendre conscience vraiment) n’est-il pas essentiellement un lieu d’ouverture et d’articulation à l’autre, à toutes choses dans le vaste tissage extérieur, et plus encore par notre commun enracinement ? 

Par le même geste qui compose et dégage des formes dans ce qui à nos yeux est épaisseur et opacité de la matière, la main du sculpteur articule le sensible et l’intelligible, le physique et le métaphysique, nous permettant de toucher et de voir une fermentation, une ferveur qui habituellement nous échappent. »
Lorand Gaspar.

## Expositions
Expositions personnelles
- 1978 : L’Atrium, La Part-Dieu, Lyon
- 1981 : galerie Böwig, Hanovre, Allemagne
- 1982 : Maison de Lyon, Lyon
- 1983 : galerie Arto, Vienne, (Isère)
- 1984 : galerie Petersen, Thonon-les-Bains ; musée Jean Cousin, Sens (Yonne)
- 1987 : Kunstbygning, Arhus, Danemark ; galerie Jane de Verner, Malmö, Suède ; galerie Petersen, Thonon-les-Bains
- 1989 : galerie Athisma, Lyon
- 1990 : galerie Böwig, Hanovre, Allemagne ; Centre d’Art contemporain, Villefontaine, (Isère)
- 1991 : château de Ratilly, Treigny (Yonne)
- 1992 : Espace Interrogation, Toulon (Var)
- 1993 : galerie du Ressort, Paris
- 1994 : musée du Cloître, Vienne ; École des beaux-arts de Toulouse
- 1996 : galerie S. Dieulefit, (Drôme) ; Villa Ekternest, (Belgique)
- 2000 : Petite galerie du Château, Roussillon (Isère)
- 2001 : galerie Art-Espace, Thonon-les-Bains
- 2006 : galerie Art-Espace, Thonon-les-Bains ; Rencontres contemporaines, Treigny (Yonne) ; Galerie WM, Lyon
- 2007 : galerie Mirabilia, Lagorce (Ardèche)
- 2008 : galerie Art-espace, Thonon-les-Bains
- 2009 : église Saint-Pancrace de Bans, Givors (Rhône)
- 2010 : galerie Art-Espace, Thonon-les-Bains ; ensemble conventuel de Charrière (Drôme)
- 2011 : musée Hébert, La Tronche
- 2012 : musée du Cloître, Tulle (Corrèze)
- 2014 : galerie Mirabilia, Les Silhols, Lagorce
- 2015 : galerie La Navire, Brest
- 2016 : La Maison de Brian, Simiane la Rotonde (Alpes-de-Haute-Provence) ; château de Fareins, (Ain) ; « Dedans-Dehors », Cuiseaux (Saône-et-Loire)
- 2017 : galerie de La Praye, Fareins (Ain)
- 2018 : galerie Pome Turbil, Lyon
- 2019 : galerie La Navire, Brest (Finistère)
- 2020 : galerie um Fridbësch (Luxembourg)

Expositions collectives
- 1978 : « Sculptures sans frontières », Évian (Haute-Savoie)
- 1984 : Symposium de sculpture de Vienne (Isère)
- 1985 : Symposium de sculpture de Sens (Yonne)
- 1988 : Charlottenborg, Copenhague, Danemark
- 1990 : « Dedans-Dehors », musée Hébert, Grenoble
- 1992 : Kulturcenter, Hammelev, Danemark ; Kunstation, Kleinsassen, Allemagne
- 1993 : Saarlandisches Kunsterhaus, Sarrebruck, Allemagne
- 1995 : musée de Belley (Ain) ; château de Bussière
- 1996 : Kunstmuseum, Paderborn, Allemagne ; Giardino Invaso, Villa Pisani, Stra, Italie ; Noirs dessins, Centre d’art contemporain de Lacoux (Ain) ; Centre d'art de Sestrières (Italie)
- 1997 : château de Bussière (Saône-et-Loire) ; chartreuse de Melan, Taninges (Haute-Savoie)
- 1998 : Artistes-Urbanistes, MAPRAA[3], Lyon
- 1999 : galerie Evelyne Guichard, La Côte-Saint-André (Isère)
- 2006 : galerie Sabine Puget, Terre et feu autour de la Méditerranée
- 2008 : galerie Sabine Puget, château Barras, Fox Amphoux (Var), L’Art devant soi
- 2012 : Maison Laurentine, Aubepierre-sur-Aube (Aube)
- 2016 : symposium d'Artchépy, Saint-Jean-de-Chépy, Tullins (Isère)
- 2017 : «Ode Bertrand, peintures. Olivier Giroud, sculptures. Anna Mark, peintures », abbaye d'Aubazine ; « Sculpteurs, sculpture », galerie Bruno Mory, Besanceuil (Saône-et-Loire)
- 2018 : « Autour d'Alexandre Hollan : légèreté et matière », avec Alexandre Hollan, Vincent Bebert et Olivier Giroud, La Fabrique du Pont d’Aleyrac, Saint-Pierreville
- 2019 : « Connivences », galerie Bruno Mory, Besanceuil (Saône-et-Loire)

## Œuvres dans l'espace public
- 1975 : sculpture en acier, Pont-Évêque
- 1976 : sculpture en béton et terre, Vénissieux ; bas-relief en terre, Lyon ; fontaine en acier, rue Victor-Hugo, Lyon
- 1977 : création de mobilier urbain pour la ville de Lyon ; sculpture en béton, Seyssuel
- 1981 : bas-relief en terre, Bellignat ; fontaine en béton, Miribel
- 1982 : sculpture en terre, Saint-Pierre-de-Chandieu
- 1983 : sculpture en béton, Cours-la-Ville
- 1985 : sculpture en terre, Saint-Romain-en-Gal ; sculpture en béton et aluminium, Villefontaine
- 1987 : sculpture, cité administrative d’État, Lyon ; sculpture en acier, Belley
- 1988 : mur, métro de Lyon (station Guillotière) ; sculpture en terre, Fleurieux-sur-l'Arbresle
- 1990 : cinq stèles en terre, gare de Vienne ; sculpture en terre, Hanovre ; bas-relief, Oldenburger Allee, Hanovre
- 1991 : sculpture, ville d’Auxerre
- 1996 : bas-relief en terre, Lyon

## L'Orangerie
En 1985, Olivier Giroud dessine et conçoit, avec sa femme Isabelle, de grandes pièces destinées au jardin, qui demanderont plusieurs années de mise au point. Les références qui comptent dans son travail de sculpture (notamment Eduardo Chillida), caractérisé par un rapport particulier à l’espace et un certain dépouillement conduisent aussi la ligne de ce qu’il dessine pour les jardins.
Quelques années plus tard, une première collection de pots de jardin, est créée sous le nom de l’Orangerie, et montrée dans les Journées des plantes de la région parisienne. Rapidement, des paysagistes comme Louis Benech et Pascal Cribier seront sensibles aux formes comme aux matières des pots de l’Orangerie. Olivier Giroud interviendra dans la réalisation des premiers projets : Le Jardin des 5 sens à Yvoire (André Gayraud paysagiste), puis plus tard l’Abbaye de Royaumont (Olivier Damée, DVA paysagistes), Les jardins Sothys (Atelier Callarec paysagiste), le Domaine de Poulaines (Indre), Prieuré Saint-Cosme à Tours, etc.
Parallèlement à son propre travail de création, il accompagne le développement de l’Orangerie (Ateliers d'art de France), tant dans le renouvellement des formes que pour les procédés de fabrication.